# Hieracium tardans

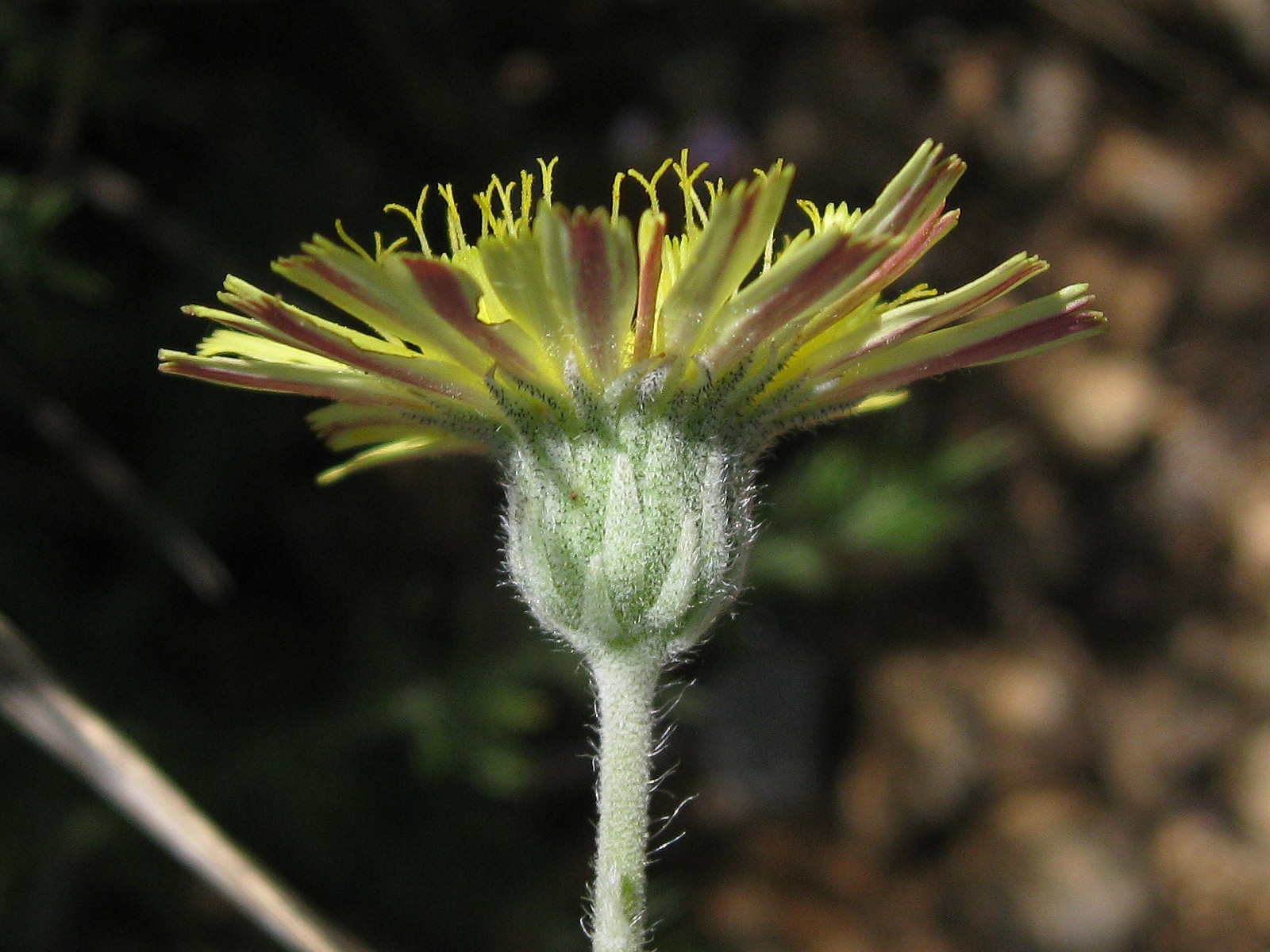
vista de les bràctees del capítol de Hieracium tardans

Hieracium tardans és una planta perenne de la familia de les asteràcies (compostes), probablement la més corrent del conjunt de plantes que formen el subgènere pilosella, el qual alguns autors prefereixen tractar com a gènere a part.

## Morfologia
La planta té un conjunt de fulles basals, disposades aproximadament en forma de roseta, de la que surt una tija sense fulles (en primaveres prou humides i llargues, pot acabar sortint una segona tija) que sosté un sol capítol de flors ligulades d'un color groc pàl·lid. A més de per llavors, es reprodueix per estolons, coberts d'un dens toment blanc i amb fulles com les de la roseta però més petites.
Les fulles de la roseta, de mides entre 2 i 6 cm de llarg i 0,5 a 1,5 centímetres d'amplada, són verdes a l'anvers, cobertes de llargs pèls irregularment espaiats, i al revers les cobreix un dens toment de pèls estel·lats blancs, de vegades amb alguns pèls simples llargs com els de l'anvers.
La tija, d'una alçada variable -entre 5 i 30 cm. generalment- d'un a un i mig mm. de gruix, sòl estar plena també de pèls estel·lats, barrejats amb pèls simples que no excedeixen els 2 mm. de longitud. El mateix tipus de pilositat però amb més abundància de pèls simples, sol tenir el capítol, format per unes bràctees estretes, d'un mm. aprox. i agudes. Al capítol s'hi poden veure també sovint glàndules negroses, en general poc abundants, les quals li poden donar un aspecte grisenc més o menys fosc.
Les flors, de color groc clar a la cara de dalt, solen tenir tons vermellosos a la cara inferior.

## Hàbitat
És segurament la planta del gènere que suporta més bé la sequedat, i per aquest motiu està amplament estesa per boscos clars, garrigues, brolles amb pi blanc o sense, tant en terrenys calcaris com silicis, sempre en terrenys no alterats o remoguts de fa prou temps, i pobres en matèria orgànica.